# Gorrevod
Gorrevod ist eine französische Gemeinde im Département Ain in der Region Auvergne-Rhône-Alpes. Sie gehört zum Kanton Replonges im Arrondissement Bourg-en-Bresse. 

## Geographie
Die Gemeinde Gorrevod liegt im Südwesten der Bresse, 15 Kilometer nordöstlich von Mâcon. An der nördlichen Gemeindegrenze verläuft der Fluss Reyssouze, in den hier der Bief de Rollin mit seinem Zufluss Bief d’Ouche mündet.
Gorrevod grenzt im Norden an Pont-de-Vaux und Saint-Bénigne, im Osten an Saint-Étienne-sur-Reyssouze, im Süden an Chevroux, im Südwesten an Boz und im Westen an Reyssouze.

## Bevölkerungsentwicklung
| Jahr                       | 1962 | 1968 | 1975 | 1982 | 1990 | 1999 | 2009 | 2021 |
| Einwohner                  | 373  | 356  | 400  | 441  | 512  | 561  | 781  | 786  |
| Quellen: Cassini und INSEE |      |      |      |      |      |      |      |      |

## Sehenswürdigkeiten
- Kirche Saints-Pierre-et-Saint

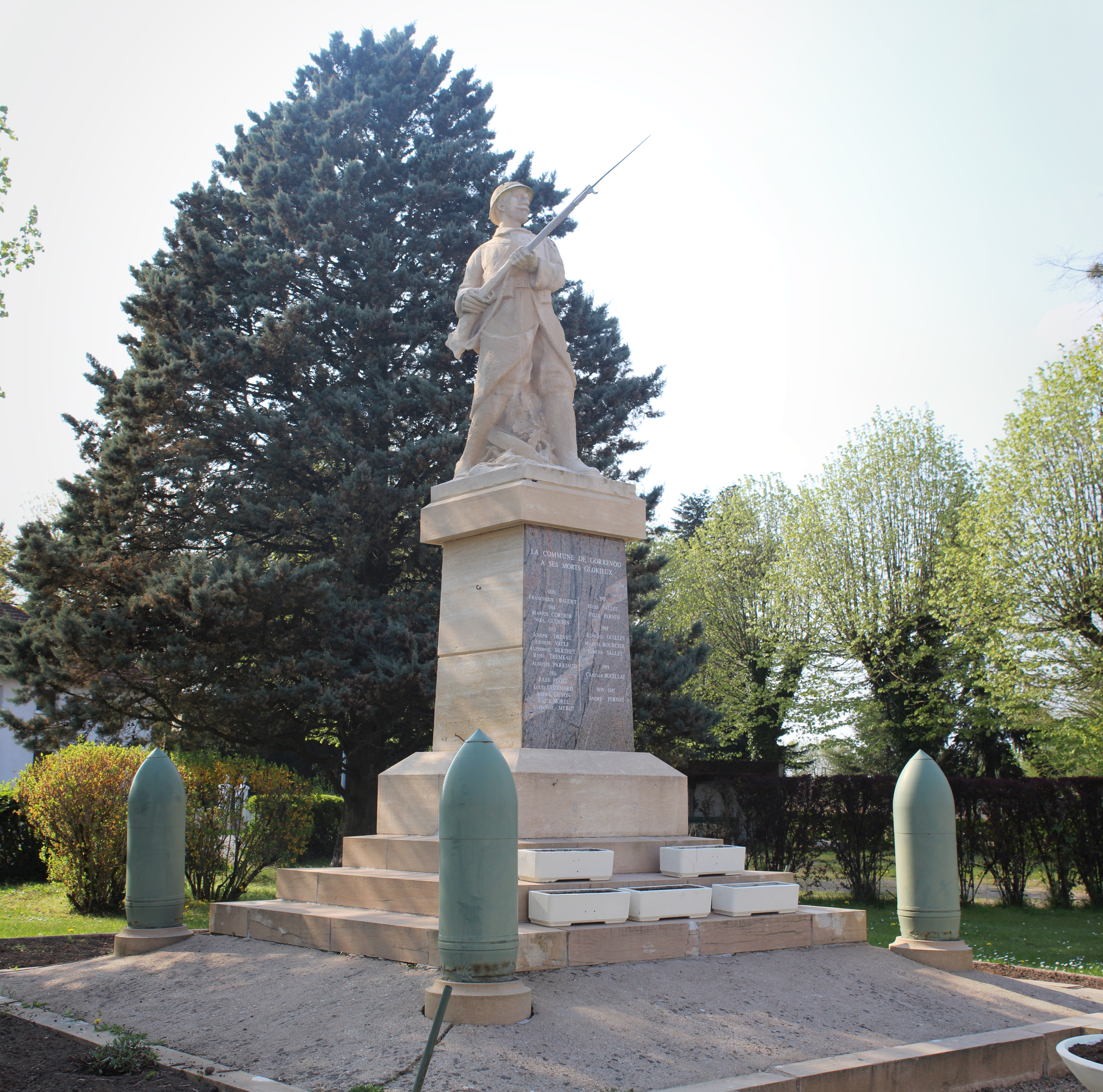
Gefallenendenkmal
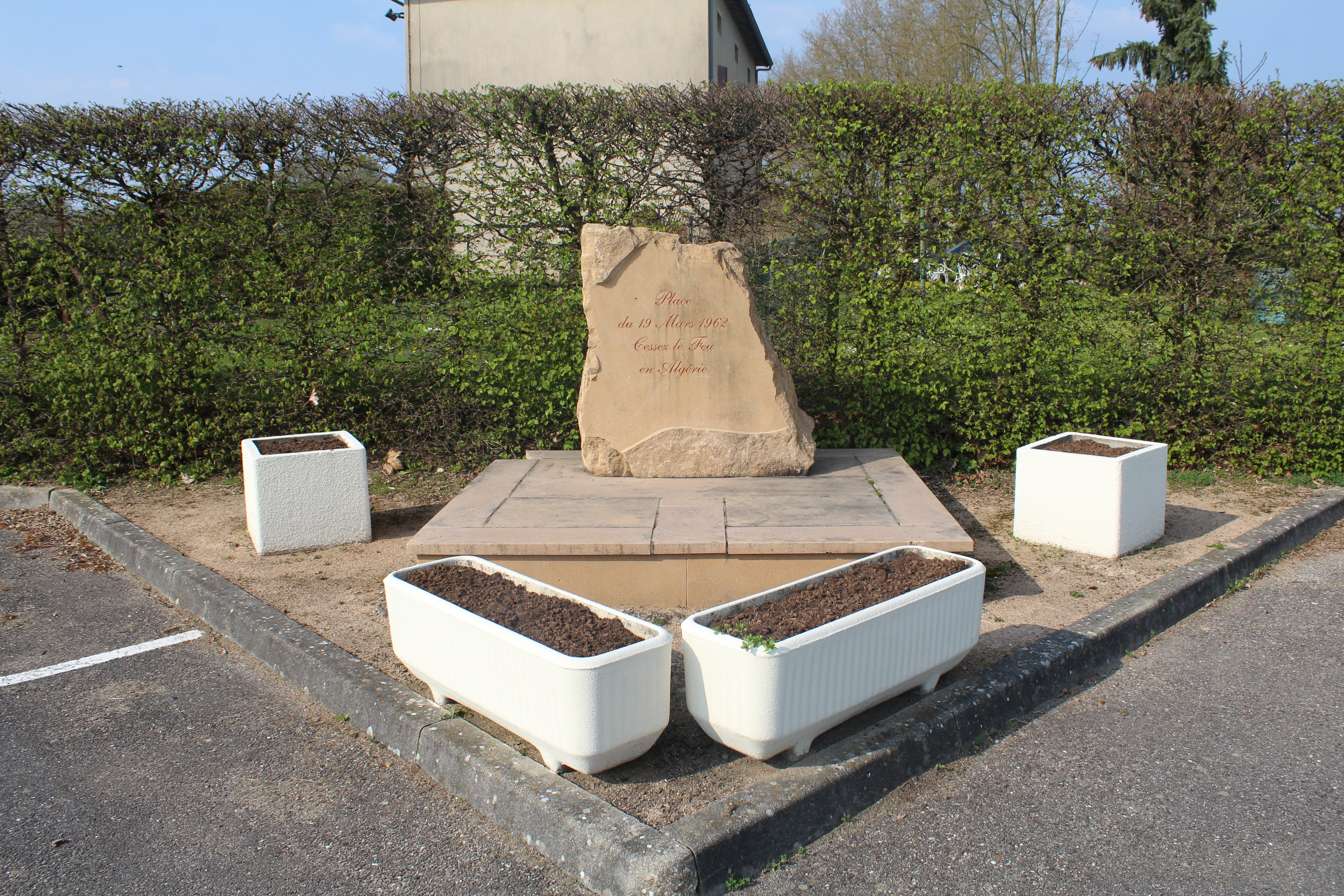
Stele ám Platz des 19. März 1962
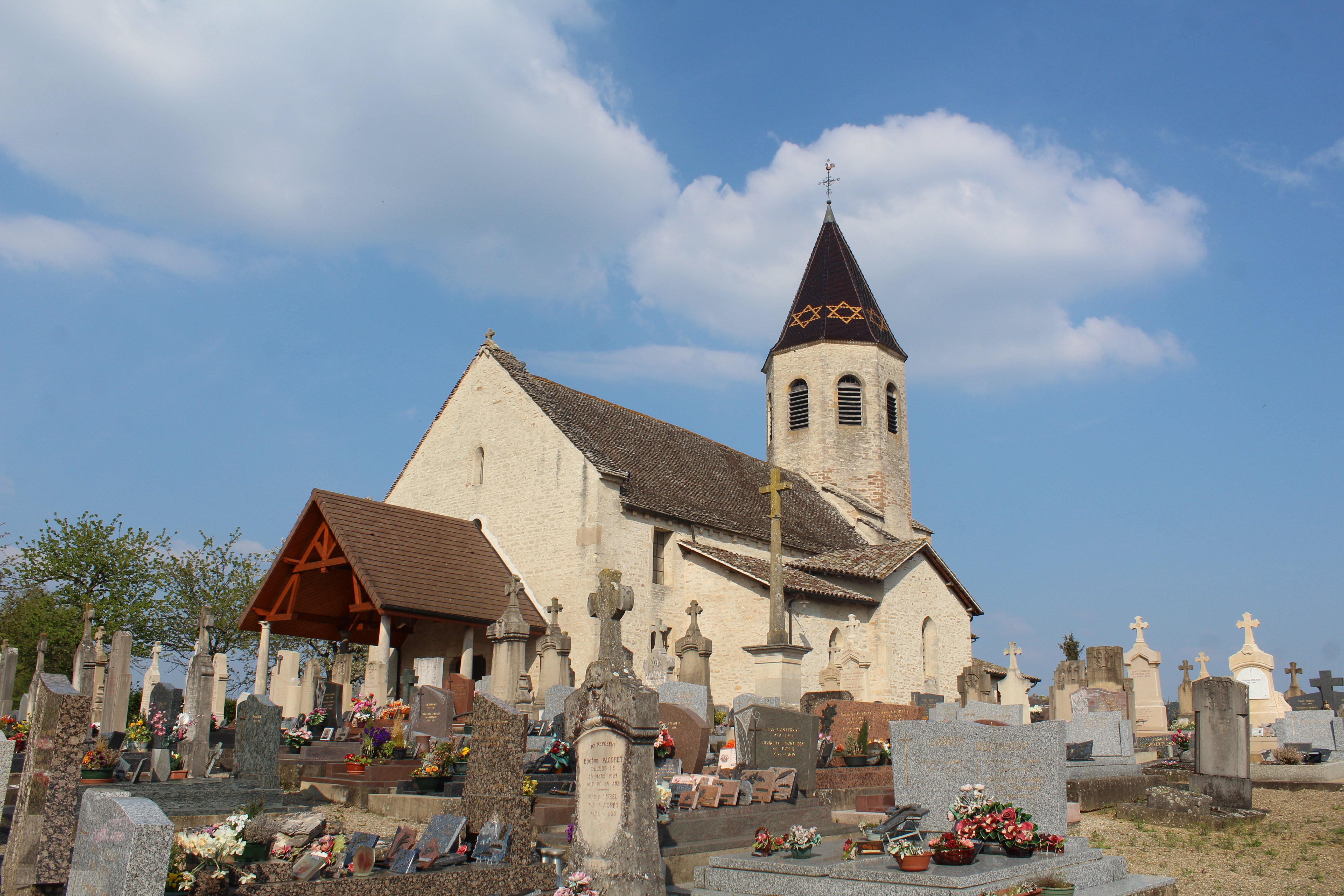
Kirche Saints-Pierre-Paul

## Persönlichkeiten
- Kardinal Louis de Gorrevod (* 1473, † 22. April 1535)